# Салваторе Муратори
Салваторе Муратори (на италиански: Salvatore Muratori; на гръцки: Σαλβατόρε Μουρατόρι) е италиански печатар, филелин, работил в Солун, Османската империя, в края на XIX и началото на XX век. В 1888 година Муратори позволява на Коне Самарджиев да отвори и обзаведе българско отделение към неговата печатница, в която печата всички български учебници за началните училища и някои за прогимназиалните. От 1900 година Салваторе и Николаос Ксенофонтидис започват да издават френскоезичния вестник „Прогре дьо Салоник“. В 1903 година Муратори изоставя „Прогре“ и започва да издава гръцкоезичния „Алития“. Муратори моли за издаване на вестник под италианското заглавие „La Verita“ (Истина). Властите, предполагайки, че ще е на италиански, разрешават - но вестникът започва да се издава на гръцки под редакцията на учителя Йоанис Кускурас.
- Книги, отпечатани от Муратори
- Икономовъ, В. Сборникъ отъ старо-народни умотворения изъ Дебърско, Кичевско и Охридско.   Солунъ, Скоро-печатница на С. Муратори и С-ие, 1895.
- Наумовъ, А. Читанка за трето отдѣление за първоначалните училища. Трето преработено издание.   Солунъ, Издание и печатъ на книжарницата К. Г. Самадржиевъ и С-ие. Скоропечатница на С. Муратори и С-ие, 1891.
- „Книжици за прочит“, 1889